# Championnat national de tennis des États-Unis 1933
Pour un article plus général, voir US Open de tennis.
Résultats détaillés de l’édition 1933 du championnat de tennis US National qui est disputée du 14 au 19 août 1933.

## Palmarès
| Tableau          | Vainqueurs                           | Vainqueurs  | Score                     | Finalistes                      | Finalistes |
| ---------------- | ------------------------------------ | ----------- | ------------------------- | ------------------------------- | ---------- |
| Simple dames     | Helen Hull Jacobs                    | États-Unis  | 8-6, 3-6, 3-0, abandon    | Helen Wills                     | États-Unis |
| Simple messieurs | Fred Perry                           | Royaume-Uni | 6-3, 11-13, 4-6, 6-0, 6-1 | Jack Crawford                   | Australie  |
| Double dames     | Betty Nuthall Freda James Hammersley | Royaume-Uni | Forfait                   | Helen Wills Elizabeth Ryan      | États-Unis |
| Double messieurs | George Lott Lester Stoefen           | États-Unis  | 11-13 9-7 9-7 6-3         | Francis Shields Frank Parker    | États-Unis |
| Double mixte     | Elizabeth Ryan Ellsworth Vines       | États-Unis  | 11-9, 6-1                 | Sarah Palfrey Cooke George Lott | États-Unis |

## Simple dames
|  |              |  |   |   |      |
|  | Finale       |  |   |   |      |
|  |              |  |   |   |      |
|  |              |  |   |   |      |
|  | Helen Jacobs |  | 8 | 3 | 3    |
|  | Helen Jacobs |  | 8 | 3 | 3    |
|  | Helen Wills  |  | 6 | 6 | 0ab. |

## Double dames
|  |                            |  |         |         |         |
|  | Finale                     |  |         |         |         |
|  |                            |  |         |         |         |
|  |                            |  |         |         |         |
|  | Betty Nuthall Freda James  |  |         |         |         |
|  |                            |  |         |         |         |
|  | Helen Wills Elizabeth Ryan |  | forfait | forfait | forfait |

## Double mixte
|  |                                |  |    |   |  |
|  | Finale                         |  |    |   |  |
|  |                                |  |    |   |  |
|  |                                |  |    |   |  |
|  | Elizabeth Ryan Ellsworth Vines |  | 11 | 6 |  |
|  | Elizabeth Ryan Ellsworth Vines |  | 11 | 6 |  |
|  | Sarah Palfrey George Lott      |  | 9  | 1 |  |